# Эрскин, Джеймс, 6-й граф Бьюкен
Джеймс Эрскин, 6-й граф Бьюкен (англ. James Erskine, 6th Earl of Buchan; ок. 1607 — январь 1640) — шотландский дворянин.

## Биография
Старший сын Джона Эрскина, 2-го графа Мара (ок. 1558—1634), и его второй жены Мэри Стюарт (1576—1644), дочери Эсме Стюарта, 1-го герцога Леннокса.
18 июня 1615 года Джеймс Эрскин женился на Мэри Дуглас, 6-й графине Бьюкен (? — 1628), дочери и наследнице Джеймса Дугласа, 5-го графа Бьюкен (ок. 1580—1601), и Маргарет Огилви, и принял титул графа Бьюкен. Этот титул был подтвержден королевской хартией от 22 марта 1617 года, графиня отказалась от своих прав в его пользу, и ему было разрешено владеть и осуществлять все почести, достоинства и старшинство бывших графов Бьюкен. Указ сессионного суда от 25 июля 1628 года восстановил старшинство графа Бьюкен и его жены над графами Эглинтон, Монтроуз, Кассилис, Кейтнесс и Гленкерн, на которое они претендовали и которое было предоставлено прежним указом в 1606 году. После восшествия на престол Карла I Стюарта лорд Бьюкен стал одним из лордов опочивальни.
Лорд Бьюкен жил в основном в Лондоне, где и умер в январе 1640 года. Он был похоронен в Охтерхаусе, Форфаршир. Его жена умерла раньше него в 1628 году. У них осталось пятеро детей:
- Джеймс Эрскин, 7-й граф Бьюкен (? — октябрь 1664), старший сын и и преемник отца
- Достопочтенный Джон Эрскин
- Леди Мэри Эрскин, она вышла замуж за Александра Форбса, 1-го лорда Форбса
- Леди Маргарет Эрскин, она вышла замуж за достопочтенного сэра Джеймса Грэма
- Леди Элизабет Эрскин.

Вторым браком лорд Бьюкен женился на Дороти Ниветт, дочери сэра Филлипа Книветта, 1-го баронета, и Кэтрин Форд, от брака с которой у него был один сын, Генри Эрскин.